# Болл-Граунд (Джорджія)
Болл-Граунд (англ. Ball Ground) — місто (англ. city) в США, в окрузі Черокі штату Джорджія. Населення — 2560 осіб (2020).

## Географія
Болл-Граунд розташований за координатами 34°20′32″ пн. ш. 84°21′38″ зх. д. / 34.34222° пн. ш. 84.36056° зх. д. (34.342133, -84.360430).  За даними Бюро перепису населення США в 2010 році місто мало площу 15,13 км², з яких 15,06 км² — суходіл та 0,08 км² — водойми. В 2017 році площа становила 16,22 км², з яких 16,14 км² — суходіл та 0,08 км² — водойми.

## Демографія
Згідно з переписом 2010 року, у місті мешкали 1433 особи в 532 домогосподарствах у складі 422 родин. Густота населення становила 95 осіб/км².  Було 601 помешкання (40/км²).
Расовий склад населення:
| - 96,4 % — білих - 0,8 % — чорних або афроамериканців - 0,4 % — азіатів - 0,1 % — корінних американців - 1,1 % — осіб інших рас |

До двох чи більше рас належало 1,2 %. Частка іспаномовних становила 1,6 % від усіх жителів.
За віковим діапазоном населення розподілялося таким чином: 25,9 % — особи молодші 18 років, 63,6 % — особи у віці 18—64 років, 10,5 % — особи у віці 65 років та старші. Медіана віку мешканця становила 38,3 року. На 100 осіб жіночої статі у місті припадало 99,3 чоловіків;  на 100 жінок у віці від 18 років та старших — 97,0 чоловіків також старших 18 років.
Середній дохід на одне домашнє господарство  становив 75 466 доларів США (медіана — 65 125), а середній дохід на одну сім'ю — 77 211 долар (медіана — 70 500). Медіана доходів становила 56 528 доларів для чоловіків та 34 856 доларів для жінок. За межею бідності перебувало 8,4 % осіб, у тому числі 14,7 % дітей у віці до 18 років та 5,5 % осіб у віці 65 років та старших.
Цивільне працевлаштоване населення становило 937 осіб. Основні галузі зайнятості: освіта, охорона здоров'я та соціальна допомога — 21,3 %, виробництво — 12,6 %, науковці, спеціалісти, менеджери — 11,4 %.